# Sheykh Kūreh
Sheykh Kūreh (persiska: شِيخِه كورِه, شِيخ خُورِه, شِيخِه كُوِيرِه, شیخ کوره, Sheykheh Kūreh) är en ort i Iran.   Den ligger i provinsen Kurdistan, i den nordvästra delen av landet, 500 km väster om huvudstaden Teheran. Sheykh Kūreh ligger 1 324 meter över havet och antalet invånare är 191.
Terrängen runt Sheykh Kūreh är kuperad västerut, men österut är den bergig. Runt Sheykh Kūreh är det ganska tätbefolkat, med 60 invånare per kvadratkilometer. Närmaste större samhälle är Marivan, 16,0 km nordväst om Sheykh Kūreh. Trakten runt Sheykh Kūreh består till största delen av jordbruksmark.